# سربوک
سرپوهی سارگسیان (ارمنی: Սրբուհի Սարգսյան؛ زادهٔ ۳ آوریل ۱۹۹۴) خواننده اهل ارمنستان است. وی از سال ۲۰۱۰ میلادی تاکنون مشغول فعالیت بوده‌است. سربوک در نسخه ارمنی ایکس فاکتور به مقام دوم رسید. وی نماینده ارمنستان در مسابقه آواز یوروویژن ۲۰۱۹ خواهد بود. وی در کنسرواتوار دولتی کومیتاس ایروان تحصیل نموده‌است و نواختن ساز قانون را فراگرفته است.